# Leptonchus obtusus
Leptonchus obtusus är en rundmaskart. Leptonchus obtusus ingår i släktet Leptonchus och familjen Leptonchidae. Inga underarter finns listade i Catalogue of Life.